# سیارک ۱۸۴۸۷۸
سیارک ۱۸۴۸۷۸ (به انگلیسی: 184878 Gotlib، نامگذاری:2005UK187) صد و هشتاد و چهار هزار و هشتصد و هفتاد و هشتمین سیارک کشف شده‌است که در ۲۶ اکتبر ۲۰۰۵ کشف شد.